# 第35回東京国際映画祭
第35回東京国際映画祭（だい35かいとうきょうこくさいえいがさい、35th Tokyo International Film Festival）は、2022年（令和4年）10月24日（月）から11月2日（水）までの10日間に渡り東京都内で開催された35回目の東京国際映画祭。アメリカの舞台演出家・映画監督であるジュリー・テイモアがコンペティション部門の審査委員長を務めた。

## 概要
今回は前回からメイン会場を日比谷・銀座・有楽町エリアに移転し、プログラマーを市山尚三に交代したことによる部門改変を継承しつつ、「上映会場の拡大」、「上映本数の拡大」、「海外ゲスト招へいの拡大」という目的を踏まえ、「飛躍」というコンセプトを掲げて映画祭が行われた。上映会場は前回から引き続き、日比谷・銀座・有楽町エリアをメイン会場とし、複数の劇場を使用して実施した。
開催期間は10月24日（月）から11月2日（水）の10日間開催され、開催期間が10日間なのは前回から変わらないが、初日が月曜日、最終日が水曜日は今回が初めてである。初日に行われるオープニングセレモニーは今回が初めてとなる東京宝塚劇場、クロージングセレモニーは前回のオープニングセレモニー会場である東京国際フォーラムのホールCにて行われた。また、屋外上映のイベントなどでは東京ミッドタウン日比谷の日比谷ステップ広場にて開催された。オープニング作品は瀬々敬久監督、二宮和也主演の『ラーゲリより愛を込めて』、クロージング作品は黒澤明監督の『生きる』を第二次世界大戦後のイギリスを舞台にカズオ・イシグロが脚本を手がけ、オリヴァー・ハーマナス監督、ビル・ナイ主演でリメイクした『生きる LIVING』が上映された。映画祭期間中に上映される作品は合計で169本で、動員数は5万9541人で前年比202.4％となった。
また、今回は黒澤明賞が14年ぶりに復活し、山田洋次、仲代達矢、原田美枝子、川本三郎、市山尚三の5名の選考委員による選考の結果、長編映画監督デビュー作「アモーレス・ペロス」が第13回東京国際映画祭でグランプリを受賞し、第22回東京国際映画祭コンペティション部門の審査委員長を務め、今回も「バルド、偽りの記録と一握りの真実」がガラ・セレクション部門に出品された映画監督のアレハンドロ・ゴンサレス・イニャリトゥと「淵に立つ」が第69回カンヌ国際映画祭「ある視点」部門審査員賞を受賞するなど芸術性の高い野心作に挑み続けると同時に、コロナ禍の影響で経営危機に陥る劇場支援のためのクラウドファンディング「ミニシアター・エイド基金」を立ち上げるなど、若手映画監督としての枠を超えた活動を展開し、新作の「LOVE LIFE」が第79回ベネチア国際映画祭のコンペティション部門で上映された映画監督の深田晃司が受賞し、開催期間中の10月29日に帝国ホテルにて授賞式が開催され、それぞれに授与した。また、黒澤明監督の『羅生門』にスクリプターとして参加し、その後、「生きる」以降の黒澤明監督の映画すべてにおいて記録・編集・制作助手として参加した野上照代が黒澤明賞が復活した今回、長年に渡る国内外を含めた映画界への貢献を評価して、特別功労賞を受賞し、11月2日のクロージングセレモニーで授与した。

## 経緯
2021年
- 12月1日、開催日が発表された。

2022年
- 4月20日、7月15日までコンペティション部門とアジアの未来部門の作品エントリーの受付を開始した。
- 7月1日、8月31日まで「Amazon Prime Video テイクワン賞」の短編作品の作品エントリーの受付を開始した。
- 8月18日、上映会場の拡大とコシノジュンコがビジュアル監修を務めた映画祭のポスタービジュアルが発表された。
- 9月12日、オープニング作品・クロージング作品が発表された。
- 9月16日、特集企画としてツァイ・ミンリャン監督デビュー30周年記念特集、青山真治監督の追悼特集、長谷川和彦監督とディレクターズ・カンパニーにまつわる特集を実施すること、黒澤明賞を設けること、審査委員長が発表された。
- 9月20日、フェスティバルソングにNewspeakによる新曲「Bonfire」の使用が決定し、曲を使用した予告編が解禁した。
- 9月21日、ラインナップ記者発表会見が行われ、コンペティション部門とアジアの未来部門の審査委員、フェスティバル・アンバサダーには前回に引き続き橋本愛が就任することが発表された。
- 9月23日、26日まで『ラーゲリより愛を込めて』、『生きる LIVING』、『そして僕は途方に暮れる』、『イニシェリン島の精霊』、『仮面ライダーBLACK SUN』のチケットの抽選販売が行われた。
- 10月7日、黒澤明賞にアレハンドロ・ゴンサレス・イニャリトゥ監督と深田晃司監督に決定したことを発表した。
- 10月8日、特別功労賞に野上照代が受賞することを発表した。
- 10月15日、チケットの一般販売が開始された。
- 10月24日、日比谷ステップ広場、日比谷仲通りにてオープニングセレモニーが行われた。
- 11月8日、東京国際フォーラムにてクロージングセレモニーが行われた。

## 上映作品
ワールド・プレミアは世界初上映、インターナショナル・プレミアは製作国以外で初上映、アジアン・プレミアはアジアにて初上映、ジャパン・プレミアは日本初上映、*は長編監督デビュー作となったことを意味する。

### コンペティション
2022年1月以降に完成した長編映画を対象に、107の国と地域から1,695本の応募作品の中から、選出された15本の作品を上映し、国際的な映画人で構成される審査委員のもと、クロージングセレモニーで各賞が決定される。
| 上映題 （劇場公開題・DVD題）                     | 英語題 （原題）                     | 監督                         | 製作国                                            | 備考                                                 | 出典                               |
| ------------------------------------------------ | ----------------------------------- | ---------------------------- | ------------------------------------------------- | ---------------------------------------------------- | ---------------------------------- |
| 1976                                             | 1976                                | マヌエラ・マルテッリ         | チリ · アルゼンチン · カタール                    | アジアン・プレミア上映                               | [ 上映 1 ] [ レポ 1 ]              |
| アシュカル                                       | Ashkal                              | ユセフ・チェビ               | チュニジア フランス                               | アジアン・プレミア上映                               | [ 上映 2 ] [ レポ 2 ]              |
| 理想郷                                           | The Beasts (As Bestas)              | ロドリゴ・ソロゴイェン       | スペイン フランス                                 | アジアン・プレミア上映 2023年11月3日に日本で劇場公開 | [ 上映 3 ] [ レポ 3 ]              |
| 窓辺にて                                         | by the window                       | 今泉力哉                     | 日本                                              | ワールド・プレミア上映 2022年11月4日に日本で劇場公開 | [ 上映 4 ] [ レポ 4 ]              |
| エゴイスト                                       | Egoist                              | 松永大司                     | 日本                                              | ワールド・プレミア上映 2023年2月10日に日本で劇場公開 | [ 上映 5 ] [ レポ 5 ]              |
| ファビュラスな人たち                             | The Fabulous Ones (Le Favolose)     | ロベルタ・トッレ             | イタリア                                          | インターナショナル・プレミア上映                     | [ 上映 6 ] [ レポ 6 ] [ レポ 7 ]   |
| 輝かしき灰                                       | Glorious Ashes (Tro Tàn Rực Rỡ)     | ブイ・タック・チュエン       | ベトナム · フランス · シンガポール                | ワールド・プレミア上映 国際交流基金共催上映          | [ 上映 7 ] [ レポ 8 ]              |
| カイマック                                       | Kaymak (Kaymak)                     | ミルチョ・マンチェフスキ     | 北マケドニア · デンマーク · オランダ · クロアチア | ワールド・プレミア上映                               | [ 上映 8 ] [ レポ 9 ]              |
| ライフ                                           | Life                                | エミール・バイガジン         | カザフスタン                                      | アジアン・プレミア上映                               | [ 上映 9 ] [ レポ 10 ] [ レポ 11 ] |
| マンティコア (マンティコア 怪物)                 | Manticore (Mantícora)               | カルロス・ベルムト           | スペイン                                          | アジアン・プレミア上映 2024年4月19日に日本で劇場公開 | [ 上映 10 ]                        |
| 山女                                             | Mountain Woman                      | 福永壮志                     | 日本 アメリカ合衆国                               | ワールド・プレミア上映 2023年6月30日に日本で劇場公開 | [ 上映 11 ] [ レポ 12 ]            |
| 孔雀の嘆き                                       | Peacock Lament (Vihanga Premaya)    | サンジーワ・プシュパクマーラ | スリランカ イタリア                               | ワールド・プレミア上映 国際交流基金共催上映          | [ 上映 12 ] [ レポ 13 ]            |
| テルアビブ・ベイルート                           | Tel Aviv Beirut (Tel Aviv Beyrouth) | ミハル・ボガニム             | キプロス フランス ドイツ                          | ワールド・プレミア上映                               | [ 上映 13 ] [ レポ 14 ]            |
| This Is What I Remember（英題） (父は憶えている) | This Is What I Remember (Esimde)    | アクタン・アリム・クバト     | キルギス 日本 オランダ フランス                   | 2023年12月1日に日本で劇場公開                        | [ 上映 14 ] [ レポ 15 ]            |
| 第三次世界大戦                                   | World War III (Jang-e Jahani Sevom) | ホウマン・セイエディ         | イラン                                            | アジアン・プレミア上映                               | [ 上映 15 ] [ レポ 16 ]            |

### アジアの未来
長編3本目までのアジアの新鋭監督の作品を世界に先駆けて上映するアジア・コンペティション部門。すべてワールド・プレミア上映の10作品を上映し、最優秀作品には「アジアの未来 作品賞」を決定する。
| 上映題 （劇場公開題・DVD題）                    | 英語題 （原題）                                                           | 監督                             | 製作国          | 備考                                                                      | 出典                    |
| ----------------------------------------------- | ------------------------------------------------------------------------- | -------------------------------- | --------------- | ------------------------------------------------------------------------- | ----------------------- |
| アルトマン・メソッド                            | The Altman Method                                                         | ナダヴ・アロノヴィッツ           | イスラエル      | ワールド・プレミア上映                                                    | [ 上映 16 ]             |
| 蝶の命は一日限り                                | Butterflies Live Only One Day (Parvaneha Faqat Yek Rouz Zendegi Mikonand) | モハッマドレザ・ワタンデュースト | イラン          | ワールド・プレミア上映                                                    | [ 上映 17 ]             |
| クローブとカーネーション (葬送のカーネーション) | Cloves & Carnations                                                       | ベキル・ビュルビュル             | トルコ ベルギー | ワールド・プレミア上映 2024年1月12日に日本で劇場公開                      | [ 上映 18 ]             |
| へその緒 (草原に抱かれて)                       | The Cord of Life (脐带)                                                   | チャオ・スーシュエ               | 中国            | ワールド・プレミア上映 国際交流基金共催上映 2023年9月23日に日本で劇場公開 | [ 上映 19 ] [ レポ 17 ] |
| i ai                                            | i ai                                                                      | マヒトゥ・ザ・ピーポー           | 日本            | ワールド・プレミア上映 2024年3月8日に日本で劇場公開                       | [ 上映 20 ] [ レポ 18 ] |
| 消えゆく燈火 (燈火は消えず)                     | A Light Never Goes Out (燈火闌珊)                                         | アナスタシア・ツァン             | 香港            | ワールド・プレミア上映 国際交流基金共催上映 2024年1月12日に日本で劇場公開 | [ 上映 21 ] [ レポ 19 ] |
| アヘン                                          | Opium                                                                     | アマン・サチデーワ               | インド          | ワールド・プレミア上映 国際交流基金共催上映                               | [ 上映 22 ]             |
| 私たちの場所                                    | A Place of Our Own                                                        | エクタラ・コレクティブ           | インド          | ワールド・プレミア上映 国際交流基金共催上映                               | [ 上映 23 ]             |
| 少女は卒業しない                                | Sayonara, Girls.                                                          | 中川駿                           | 日本            | ワールド・プレミア上映 2023年2月23日に日本で劇場公開                      | [ 上映 24 ] [ レポ 20 ] |
| 突然に                                          | Suddenly (Aniden)                                                         | メリサ・オネル                   | トルコ          | ワールド・プレミア上映                                                    | [ 上映 25 ]             |

### ガラ・セレクション
今年の世界の国際映画祭で話題になった作品、国際的に知られる巨匠の最新作、本国で大ヒットした娯楽映画など、日本公開前の最新作を14本プレミア上映する。なお、本項目では10本に加えて、オープニング作品とクロージング作品を明記する。
| 上映題 （劇場公開題・DVD題）        | 英語題 （原題）                                                                               | 監督                                   | 製作国          | 備考 | 出典                    |
| ----------------------------------- | --------------------------------------------------------------------------------------------- | -------------------------------------- | --------------- | --- | ----------------------- |
| ラーゲリより愛を込めて              | Fragments of the Last Will                                                                    | 瀬々敬久                               | 日本            | オープニング作品 ワールド・プレミア上映 2022年12月9日に日本で劇場公開                                     | [ 上映 26 ] [ レポ 21 ] |
| 生きる LIVING                       | Living                                                                                        | オリヴァー・ハーマナス                 | イギリス        | クロージング作品 ジャパン・プレミア上映 2023年3月31日に日本で劇場公開                                     | [ 上映 27 ]             |
| アムステルダム                      | Amsterdam                                                                                     | デヴィッド・O・ラッセル                | アメリカ合衆国  | ジャパン・プレミア上映 2022年10月28日に日本で劇場公開                                                     | [ 上映 28 ] [ レポ 22 ] |
| そして僕は途方に暮れる              | And So I'm at a Loss                                                                          | 三浦大輔                               | 日本            | ワールド・プレミア上映 2023年1月13日に日本で劇場公開                                                      | [ 上映 29 ] [ レポ 23 ] |
| イニシェリン島の精霊                | The Banshees of Inisherin                                                                     | マーティン・マクドナー                 | イギリス        | ジャパン・プレミア上映 第79回ヴェネツィア国際映画祭 男優賞・脚本賞 受賞作品 2023年1月27日に日本で劇場公開 | [ 上映 30 ]             |
| バルド、偽りの記録と一握りの真実    | Bardo, False Chronicle of a Handful of Truths (Bardo, Falsa Crónica de unas Cuantas Verdades) | アレハンドロ・ゴンサレス・イニャリトゥ | メキシコ        | ジャパン・プレミア上映 2022年11月18日に日本で劇場公開 2022年12月16日にNETFLIXで配信                       | [ 上映 31 ] [ レポ 24 ] |
| 神探大戦                            | Detective VS. Sleuths (神探大戰)                                                              | ワイ・カーファイ                       | 香港 中国       | ジャパン・プレミア上映 2024年2月23日に日本で劇場公開                                                      | [ 上映 32 ]             |
| ドント・ウォーリー・ダーリン        | Don't Worry Darling                                                                           | オリヴィア・ワイルド                   | アメリカ合衆国  | ジャパン・プレミア上映 2022年11月11日に日本で劇場公開                                                     | [ 上映 33 ]             |
| フェアリーテイル (独裁者たちのとき) | Fairytale (Skazka)                                                                            | アレクサンドル・ソクーロフ             | ロシア ベルギー | ジャパン・プレミア上映 2023年4月22日に日本で劇場公開                                                      | [ 上映 34 ]             |
| ザ・メニュー                        | The Menu                                                                                      | マーク・マイロッド                     | アメリカ合衆国  | ジャパン・プレミア上映 2022年11月18日に日本で劇場公開                                                     | [ 上映 35 ]             |
| 母性                                | Motherhood                                                                                    | 廣木隆一                               | 日本            | ジャパン・プレミア上映 2022年11月23日に日本で劇場公開                                                     | [ 上映 36 ] [ レポ 25 ] |
| ノースマン 導かれし復讐者           | The Northman                                                                                  | ロバート・エガース                     | アメリカ合衆国  | ジャパン・プレミア上映 2023年1月20日に日本で劇場公開                                                      | [ 上映 37 ] [ レポ 26 ] |
| 月の満ち欠け                        | Phases of the Moon                                                                            | 廣木隆一                               | 日本            | ワールド・プレミア上映 2022年12月2日に日本で劇場公開                                                      | [ 上映 38 ] [ レポ 27 ] |
| あちらにいる鬼                      | 2 Women                                                                                       | 廣木隆一                               | 日本            | ワールド・プレミア上映 2022年11月11日に日本で劇場公開                                                     | [ 上映 39 ] [ レポ 28 ] |
| ホワイト・ノイズ                    | White Noise                                                                                   | ノア・バームバック                     | アメリカ合衆国  | ジャパン・プレミア上映 2022年12月9日に劇場公開 2022年12月30日にNETFLIXで配信                              | [ 上映 40 ]             |
| モリコーネ 映画が恋した音楽家       | Ennio                                                                                         | ジュゼッペ・トルナトーレ               | イタリア        | 特別上映 ジャパン・プレミア上映 2023年1月13日に日本で劇場公開                                             | [ 上映 41 ] [ レポ 29 ] |

### ワールド・フォーカス
世界の国際映画祭で注目された話題作、日本での公開がまだ決まっていない最新の作品などを上映する。また、戦時下のウクライナの現状を描いたドキュメンタリー作品『フリーダム・オン・ファイヤー』が急遽この部門の特別上映として上映される。
| 上映題 （劇場公開題・DVD題）            | 英語題 （原題）                                     | 監督                         | 製作国                                          | 備考                                                               | 出典                    |
| --------------------------------------- | --------------------------------------------------- | ---------------------------- | ----------------------------------------------- | ------------------------------------------------------------------ | ----------------------- |
| セカンド・チャンス                      | 2nd Chance                                          | ラミン・バーラニ             | アメリカ合衆国                                  | ジャパン・プレミア上映                                             | [ 上映 42 ]             |
| コンビニエンスストア                    | Convenience Store (Produkty 24)                     | ミハイル・ボロディン         | ロシア スロベニア トルコ ウズベキスタン         | ジャパン・プレミア上映                                             | [ 上映 43 ]             |
| ヨーロッパ新世紀                        | R.M.N.                                              | クリスティアン・ムンジウ     | ルーマニア · フランス · ベルギー                | ジャパン・プレミア上映 2023年10月14日に日本で劇場公開              | [ 上映 44 ]             |
| タバコは咳の原因になる                  | Smoking Causes Coughing (Fumer fait tousser)        | カンタン・デュピュー         | フランス                                        | ジャパン・プレミア上映 2023年5月4日にJAIHOにて配信                 | [ 上映 45 ]             |
| スパルタ                                | Sparta                                              | ウルリヒ・ザイドル           | オーストラリア フランス ドイツ                  | アジアン・プレミア上映                                             | [ 上映 46 ]             |
| クロンダイク                            | Klondike                                            | マリナ・エル・ゴルバチ       | ウクライナ · トルコ                             | ジャパン・プレミア上映                                             | [ 上映 47 ]             |
| 波が去るとき                            | When the Waves Are Gone (Kapag Wala Nang Mga Alon)  | ラヴ・ディアス               | フィリピン · フランス · デンマーク · ポルトガル | アジアン・プレミア上映                                             | [ 上映 48 ]             |
| エドワード・ヤンの恋愛時代 [レストア版] | A Confucian Confusion [Restored Version] (獨立時代) | エドワード・ヤン             | 台湾                                            | アジアン・プレミア上映 2023年8月18日に日本で4Kレストア版が劇場公開 | [ 上映 49 ] [ レポ 30 ] |
| フリーダム・オン・ファイヤー            | Freedom on Fire: Ukraine's Fight For Freedom        | エフゲニー・アフィネフスキー | ウクライナ · イギリス · アメリカ合衆国          | 特別上映 アジアン・プレミア上映                                    | [ 上映 50 ]             |

#### 第19回ラテンビート映画祭 IN TIFF
第32回から4年連続となる「ラテンビート映画祭」とのコラボレーションで、スペインや中南米の秀作も上映する。
| 上映題 （劇場公開題・DVD題）                 | 英語題 （原題）                                                                                 | 監督                                                          | 製作国                              | 備考                                                                      | 出典                    |
| -------------------------------------------- | ----------------------------------------------------------------------------------------------- | ------------------------------------------------------------- | ----------------------------------- | ------------------------------------------------------------------------- | ----------------------- |
| ラ・ハウリア                                 | La Jauría                                                                                       | アンドレス・ラミレス・プリード                                | コロンビア · フランス               | ジャパン・プレミア上映 『ラ・ハウリア/ルーム・メイド』として2本同時上映。 | [ 上映 51 ] [ レポ 31 ] |
| ルーム・メイド                               | Maid                                                                                            | ルクレシア・マルテル                                          | アルゼンチン メキシコ               | ジャパン・プレミア上映 『ラ・ハウリア/ルーム・メイド』として2本同時上映。 | [ 上映 51 ] [ レポ 31 ] |
| パシフィクション                             | Pacifiction (Tourment sur les îles)                                                             | アルベルト・セラ                                              | スペイン フランス ドイツ ポルトガル | ジャパン・プレミア上映                                                    | [ 上映 52 ]             |
| この通りはどこ? あるいは、今ここに過去はない | Where Is This Street? or With No Before And After (Onde Fica Esta Rua? ou Sem Antes Nem Depois) | ジョアン・ペドロ・ロドリゲス ジョアン・ルイ・ゲーラ・ダ・マタ | ポルトガル フランス                 | アジアン・プレミア上映                                                    | [ 上映 53 ]             |
| 鬼火                                         | Will-o'-the-Wisp (Fogo-Fátuo)                                                                   | ジョアン・ペドロ・ロドリゲス                                  | ポルトガル フランス                 | アジアン・プレミア上映                                                    | [ 上映 54 ] [ レポ 32 ] |

#### ツァイ・ミンリャン監督デビュー30周年記念特集
監督デビュー作『青春神話』の製作30周年を記念して台湾の巨匠ツァイ・ミンリャン監督の特集を台北駐日経済文化代表処台湾文化センターおよび東京フィルメックスとの初の共催で上映する。
| 上映題 （劇場公開題・DVD題） | 英語題 （原題）                                                                          | 監督               | 製作国        | 製作年 | 備考                                     | 出典                    |
| --- | ---------------------------------------------------------------------------------------- | ------------------ | ------------- | ------ | ---------------------------------------- | ----------------------- |
| 青春神話 | Rebels of the Neon God (青少年哪吒)                                                      | ツァイ・ミンリャン | 台湾          | 1992   |                                          | [ 上映 55 ] [ レポ 33 ] |
| 楽日 | Goodbye Dragon Inn (不散)                                                                | ツァイ・ミンリャン | 台湾          | 2003   |                                          | [ 上映 56 ] [ レポ 34 ] |
| ツァイ・ミンリャン短編集 - 『秋日』（2015年/24分） - 『光』（2018年/18分） - 『月と樹』（2021年/34分） - 『その夜』（2021年/20分） | Tsai Ming-liang Shorts Program - Autumn Days - Light - The Moon and the Tree - The Night | ツァイ・ミンリャン | 台湾          |        | 『その夜』のみアジアン・プレミア上映     | [ 上映 57 ]             |
| 水の上を歩く | Walking on Water                                                                         | ツァイ・ミンリャン | 台湾          | 2013   | 『水の上を歩く/西遊』として2本同時上映。 | [ 上映 58 ] [ レポ 35 ] |
| 西遊 | Journey to the West                                                                      | ツァイ・ミンリャン | フランス 台湾 | 2014   | 『水の上を歩く/西遊』として2本同時上映。 | [ 上映 58 ] [ レポ 35 ] |

### Nippon Cinema Now
この1年の日本映画を対象に、特に海外に紹介されるべき日本映画という観点から選考された作品を上映する部門。
| 上映題                                                 | 英語題                    | 監督           | 製作国              | 備考                                                  | 出典                    |
| ------------------------------------------------------ | ------------------------- | -------------- | ------------------- | ----------------------------------------------------- | ----------------------- |
| アイ アム ア コメディアン (アイアム・ア・コメディアン) | I AM A COMEDIAN           | 日向史有       | 日本 韓国           | ジャパン・プレミア上映 2024年7月6日に日本で劇場公開   | [ 上映 59 ] [ レポ 36 ] |
| あつい胸さわぎ                                         | The Lump in My Heart      | まつむらしんご | 日本                | ワールド・プレミア上映 2023年1月27日に日本で劇場公開  | [ 上映 60 ] [ レポ 37 ] |
| 彼方の閃光                                             | Lightning Over the Beyond | 半野喜弘       | 日本 アメリカ合衆国 | ワールド・プレミア上映 2023年12月8日に日本で劇場公開  | [ 上映 61 ]             |
| ケイコ 目を澄ませて                                    | Small, Slow But Steady    | 三宅唱         | 日本                | ジャパン・プレミア上映 2022年12月16日に日本で劇場公開 | [ 上映 62 ] [ レポ 38 ] |
| 雑魚どもよ、大志を抱け!                                | Brats, Be Ambitious!      | 足立紳         | 日本                | ワールド・プレミア上映 2023年3月24日に日本で劇場公開  | [ 上映 63 ] [ レポ 39 ] |
| はだかのゆめ                                           | Visit Me in My Dreams     | 甫木元空       | 日本                | ワールド・プレミア上映 2022年11月25日に日本で劇場公開 | [ 上映 64 ] [ レポ 40 ] |
| ひとりぼっちじゃない                                   | In Her Room               | 伊藤ちひろ     | 日本                | ワールド・プレミア上映 2023年3月10日に日本で劇場公開  | [ 上映 65 ] [ レポ 41 ] |
| 百花                                                   | A Hundred Flowers         | 川村元気       | 日本                | 2022年9月9日に日本で劇場公開                          | [ 上映 66 ] [ レポ 42 ] |
| わたしのお母さん                                       | Remember to Breathe       | 杉田真一       | 日本                | 2022年11月11日に日本で劇場公開                        | [ 上映 67 ] [ レポ 43 ] |

#### 監督特集 <追悼 青山真治>
今年3月に急逝した青山真治監督を追悼し、代表作2作品を英語字幕付きで上映し、国立映画アーカイブとの共催で2本の初期作を上映する特集上映。
| 上映題 （劇場公開題・DVD題） | 英語題 （原題）             | 監督     | 製作国 | 製作年 | 備考                                                      | 出典                    |
| ---------------------------- | --------------------------- | -------- | ------ | ------ | --------------------------------------------------------- | ----------------------- |
| EUREKA ユリイカ              | Eureka                      | 青山真治 | 日本   | 2000   | 2001年1月20日に日本で劇場公開                             | [ 上映 68 ] [ レポ 44 ] |
| エリ・エリ・レマ・サバクタニ | Eli, Eli, Lema Sabachthani? | 青山真治 | 日本   | 2005   | 2006年1月28日に日本で劇場公開                             | [ 上映 69 ] [ レポ 45 ] |
| チンピラ                     | Two Punks                   | 青山真治 | 日本   | 1996   | 国立映画アーカイブ共催上映 1996年12月21日に日本で劇場公開 | [ 上映 70 ]             |
| SHADY GROVE                  | Shady Grove                 | 青山真治 | 日本   | 1999   | 国立映画アーカイブ共催上映 1999年7月3日に日本で劇場公開   | [ 上映 71 ]             |

### ジャパニーズ・アニメーション
部門のキーワードとして「ゼロから世界を創る」を掲げ、最新のアニメに加えて、回顧上映、関係者・識者によるシンポジウムを行う。

#### アニメーションで世界を創る
最新アニメ映画3作品をピックアップした特集上映。
| 上映題                         | 英語題                                     | 監督     | 製作国 | 製作年 | 備考                                         | 出典                    |
| ------------------------------ | ------------------------------------------ | -------- | ------ | ------ | -------------------------------------------- | ----------------------- |
| 雨を告げる漂流団地             | Drifting Home                              | 石田祐康 | 日本   | 2022   | 2022年9月16日に日本で劇場公開、NETFLIXで配信 | [ 上映 72 ] [ レポ 46 ] |
| 夏へのトンネル、さよならの出口 | The Tunnel to Summer, the Exit of Goodbyes | 田口智久 | 日本   | 2022   | 2022年9月9日に日本で劇場公開                 | [ 上映 73 ] [ レポ 47 ] |
| ぼくらのよあけ                 | Break of Dawn                              | 黒川智之 | 日本   | 2022   | 2022年10月21日に日本で劇場公開               | [ 上映 74 ] [ レポ 48 ] |

#### アニメと東京
レトロスペクティブではアニメが「東京」という世界をいかに描いたかに注目し、「アニメと東京」というタイトルで4作品をピックアップした特集上映。
| 上映題                                                  | 英語題                                     | 監督       | 製作国 | 製作年 | 備考                                               | 出典                    |
| ------------------------------------------------------- | ------------------------------------------ | ---------- | ------ | ------ | -------------------------------------------------- | ----------------------- |
| 幻魔大戦                                                | Harmagedon                                 | りんたろう | 日本   | 1983   | 1983年3月12日に日本で劇場公開                      | [ 上映 75 ]             |
| メガゾーン23                                            | Megazone 23                                | 石黒昇     | 日本   | 1985   | 1985年3月9日に日本でオリジナルビデオとしてリリース | [ 上映 76 ] [ レポ 49 ] |
| 機動警察パトレイバー2 the Movie ※サウンドリニューアル版 | PATLABOR2 the Movie                        | 押井守     | 日本   | 1993   | 1993年8月7日に日本で劇場公開                       | [ 上映 77 ] [ レポ 50 ] |
| 劇場版 ソードアート・オンライン -オーディナル･スケール- | Sword Art Online the Movie -Ordinal Scale- | 伊藤智彦   | 日本   | 2016   | 2017年2月18日に日本で劇場公開                      | [ 上映 78 ] [ レポ 51 ] |

#### 「ウルトラセブン」55周年記念上映
特撮部門では放送55周年を迎える『ウルトラセブン』を4Kリマスターされた映像を上映する特集上映。
| 上映題 | 英語題 | 監督                             | 製作国 | 製作年 | 備考                                                            | 出典                    |
| --- | --- | -------------------------------- | ------ | ------ | --------------------------------------------------------------- | ----------------------- |
| 「ウルトラセブン」55周年記念上映『対話』 - 『ダーク・ゾーン』（1967年11月5日放送/25分） - 『宇宙囚人303』（1967年11月12日放送/25分） - 『盗まれたウルトラ・アイ』（1968年6月16日放送/25分） - 『ノンマルトの使者』（1968年7月21日放送/25分）                            | ULTRASEVEN 55th Anniversary Special Screening "Communication" - Dark Zone - Space Prisoner 303 - The Stolen Ultra Eye - Ambassador of the Nonmalt                                                                          | 鈴木俊継 満田かずほ              | 日本   | 1967   | 100分の上映。 「対話」という視点でセレクトした4作品を上映。     | [ 上映 79 ] [ レポ 52 ] |
| 「ウルトラセブン」55周年記念上映『特撮』 - 『湖のひみつ』（1967年10月15日放送/25分） - 『ウルトラ警備隊 西へ(前編)』（1968年1月7日放送/25分） - 『ウルトラ警備隊 西へ(後編)』（1968年1月14日放送/25分） - 『ノンマルトの使者』（1968年3月31日放送/25分）                | ULTRASEVEN 55th Anniversary Special Screening "Tokusatsu (Special Effects)" - Secret of the Lake - Westward, Ultra Guard (Part 1) - Westward, Ultra Guard (Part 2) - Super Weapon R1                                       | 野長瀬三摩地 満田かずほ 鈴木俊継 | 日本   | 1967   | 100分の上映。 「特撮」という視点でセレクトした4作品を上映。     | [ 上映 80 ] [ レポ 53 ] |
| 「ウルトラセブン」55周年記念上映『ヒーロー』 - 『セブン暗殺計画 （前篇）』（1968年6月30日放送/25分） - 『セブン暗殺計画 （後編）』（1968年7月7日放送/25分） - 『史上最大の侵略（前編）』（1968年9月1日放送/25分） - 『史上最大の侵略（後編）』（1968年9月8日放送/25分） | ULTRASEVEN 55th Anniversary Special Screening "Hero" - The Seven Assassination Plan (Part 1) - The Seven Assassination Plan (Part 2) - The Biggest Invasion in History (Part 1) - The Biggest Invasion in History (Part 2) | 飯島敏宏 満田かずほ              | 日本   | 1967   | 100分の上映。 「ヒーロー」という視点でセレクトした4作品を上映。 | [ 上映 81 ] [ レポ 54 ] |

#### アニメ・シンポジウム
| イベント題                       | 英語題                                         | 登壇者                                             | 備考                                                       | 出典                    |
| -------------------------------- | ---------------------------------------------- | -------------------------------------------------- | ---------------------------------------------------------- | ----------------------- |
| アニメーションで世界を創る       | Creating Worlds with Animation                 | 石田祐康 田口智久 黒川智之 (モデレーター) 藤津亮太 | 事前申し込み制の入場無料 YouTube公式チャンネルにて無料公開 | [ 上映 82 ] [ レポ 55 ] |
| アニメと東京                     | Animation and Tokyo                            | 伊藤智彦 上野俊哉 (モデレーター) 藤津亮太          | YouTube公式チャンネルにて無料公開                          | [ 上映 83 ] [ レポ 56 ] |
| 「ウルトラセブン」55周年記念上映 | ULTRASEVEN 55th Anniversary Special Screenings | 樋口真嗣 樋口尚文 氷川竜介 (モデレーター) 藤津亮太 | 事前申し込み制の入場無料 YouTube公式チャンネルにて無料公開 | [ 上映 84 ] [ レポ 57 ] |

### ユース
少年少女に映画の素晴らしさを体験してもらう部門で、「TIFFティーンズ映画教室」は早川千絵監督を特別講師に招き、中学生たちが限られた時間の中で映画を作り、その成果をスクリーンで発表する。「TIFFチルドレン」はサイレント映画の名作を第31回（2018年）より続いている声優としても活躍している弁士の山崎バニラによる大正琴やピアノの弾き語り活弁を行うパフォーマンス付きでお届けし、「TIFFティーンズ」は国際映画祭で評価された作品の中から高校生世代に刺激を受けてもらいたい秀作を上映する。

#### TIFFティーンズ
| 上映題 （劇場公開題・DVD題） | 英語題 （原題） | 監督                                | 製作国                   | 備考                                                                                        | 出典                    |
| --- | --- | ----------------------------------- | ------------------------ | ------------------------------------------------------------------------------------------- | ----------------------- |
| セルヴィアム ―私は仕える― | Serviam - I Will Serve (Serviam – Ich will dienen) | ルート・マダー                      | オーストリア             | ジャパン・プレミア上映                                                                      | [ 上映 85 ]             |
| ヌズーフ/魂、水、人々の移動 | Nezouh | スダデ・カーダン                    | イギリス シリア フランス | ジャパン・プレミア上映                                                                      | [ 上映 86 ]             |
| ザ・ウォーター | The Water (El Agua) | エレナ・ロペス・リエラ              | スペイン スイス フランス | アジアン・プレミア上映                                                                      | [ 上映 87 ]             |
| TIFFティーンズ映画教室2022 - 『これで良かった、かな。』（8分） - 『夏を覗く』（9分） - 『おばけとぼくと』（6分） - 『映画が生まれるとき～TIFFティーンズ映画教室2022～』 | TIFF2022: Teens Meet Cinema - I Wonder - Lost Traces of Summer - A Ghost and There I Was - "When a Film is Born" Making of TIFF 2022: Teens Meet Cinema | 青チーム 赤チーム 黄チーム 小林和貴 | 日本                     | ワールド・プレミア上映 共催: 東京都 企画運営: 一般社団法人こども映画教室 特別講師: 早川千絵 | [ 上映 88 ] [ レポ 58 ] |

#### TIFFチルドレン
| 上映題 （劇場公開題・DVD題） | 英語題 （原題） | 監督                                             | 製作国              | 備考                                                   | 出典        |
| --- | --- | ------------------------------------------------ | ------------------- | ------------------------------------------------------ | ----------- |
| 山崎バニラの活弁小絵巻2022 - 『のらくろ二等兵～教練の巻・演習の巻』（1933年/10分） - 『ノックアウト』（1914年/21分） - 『海辺の恋人たち』（1915年/14分） - 『にぎやか雑貨店』（1919年/18分） | Special Voice Performance by Yamazaki Vanilla - Norakuro Nitohei: Kyoren no Maki / Enshu no Maki (Private 2nd Class Norakuro) - The Knockout - Miss Fatty's Seaside Lovers - The Hayseed | 村田安司 マック・セネット ロスコー・アーバックル | 日本 アメリカ合衆国 | 山崎バニラが大正琴やピアノの弾き語り活弁をする上映付き | [ 上映 89 ] |

### TIFFシリーズ
TV放映、インターネット配信などを目的に製作されたシリーズものの秀作を日本国内での公開に先駆け、スクリーンで上映する部門。
| 上映題 （劇場公開題・DVD題）      | 英語題 （原題）       | 監督                   | 製作国                  | 備考                                                                                          | 出典                    |
| --------------------------------- | --------------------- | ---------------------- | ----------------------- | --------------------------------------------------------------------------------------------- | ----------------------- |
| ガンニバル                        | Gannibal              | 片山慎三               | 日本                    | 第1・2話（計82分）を上映 ワールド・プレミア上映 2022年12月28日にDisney+で配信                 | [ 上映 90 ] [ レポ 59 ] |
| 仮面ライダーBLACK SUN             | KAMEN RIDER BLACK SUN | 白石和彌               | 日本                    | Episode 1 & 2（計86分）を上映 ワールド・プレミア上映 2022年10月28日にAmazon Prime Videoで配信 | [ 上映 91 ] [ レポ 60 ] |
| イルマ・ヴェップ <エピソード 1-4> | Irma Vep<Ep.1-4>      | オリヴィエ・アサイヤス | フランス アメリカ合衆国 | エピソード 1 - 4（計210分）を上映 ジャパン・プレミア上映 2022年11月3日にU-NEXTで配信          | [ 上映 92 ]             |
| イルマ・ヴェップ <エピソード 5-8> | Irma Vep<Ep.5-8>      | オリヴィエ・アサイヤス | フランス アメリカ合衆国 | エピソード 5 - 8（計204分）を上映 ジャパン・プレミア上映 2022年11月3日にU-NEXTで配信          | [ 上映 93 ]             |

### 日本映画クラシックス
国立映画アーカイブの特集上映「長谷川和彦とディレクターズ・カンパニー」と連携し、デジタルリマスターされたディレクターズ・カンパニー作品4作品を本部門で上映する。
| 上映題                              | 英語題                                                       | 監督     | 製作国 | 製作年 | 備考 | 出典                    |
| ----------------------------------- | ------------------------------------------------------------ | -------- | ------ | ------ | --- | ----------------------- |
| 台風クラブ                          | Typhoon Club                                                 | 相米慎二 | 日本   | 1985   | 1985年8月31日に日本で劇場公開 第1回東京国際映画祭ヤングシネマコンペ部門グランプリ受賞作品                | [ 上映 94 ]             |
| 光る女 修復版                       | Luminous Woman [Restored Version]                            | 相米慎二 | 日本   | 1987   | ワールド・プレミア上映 1987年10月24日に日本で劇場公開 第2回東京国際映画祭コンペティション部門上映作品    | [ 上映 95 ]             |
| DOOR [デジタルリマスター版]         | Door [2K Digitally Remastered Version]                       | 高橋伴明 | 日本   | 1988   | ワールド・プレミア上映 1988年5月14日に日本で劇場公開 2023年2月25日に日本でデジタルリマスター版が劇場公開 | [ 上映 96 ] [ レポ 61 ] |
| 地獄の警備員 [デジタルリマスター版] | The Guard From Underground [2K Digitally Remastered Version] | 黒沢清   | 日本   | 1992   | 1992年6月13日に日本で劇場公開                                                                            | [ 上映 97 ] [ レポ 62 ] |

### 黒澤明の愛した映画
黒澤明監督の業績を長く後世に伝え、新たな才能を世に送り出すために世界の映画界に貢献した映画人や映画界の未来を託していきたい映画人に贈られる黒澤明賞が14年ぶりに復活することに伴い、世界のクロサワが愛した名作7本を上映する特集上映。
共催: CAPCOM
| 上映題                                    | 英語題                                                | 監督                     | 製作国         | 製作年      | 備考                           | 出典                     |
| ----------------------------------------- | ----------------------------------------------------- | ------------------------ | -------------- | ----------- | ------------------------------ | ------------------------ |
| 黄金狂時代                                | The Gold Rush                                         | チャールズ・チャップリン | アメリカ合衆国 | 1925        | 1942年制作の編集版を上映       | [ 上映 98 ]              |
| 晩春 [4Kデジタル修復版]                   | Late Spring [4K Digitally Restored Version]           | 小津安二郎               | 日本           | 1949        | 1949年9月13日に日本で劇場公開  | [ 上映 99 ] [ レポ 63 ]  |
| カルメン故郷に帰る [デジタル修復版]       | Carmen Comes Home [Digitally Restored Version]        | 木下惠介                 | 日本           | 1951        | 1951年3月21日に日本で劇場公開  | [ 上映 100 ]             |
| 西鶴一代女 [4Kデジタル・リマスター版]     | The Life of Oharu [4K Digitally Remastered Version]   | 溝口健二                 | 日本           | 1952        | 1952年4月17日に日本で劇場公開  | [ 上映 101 ]             |
| 隠し砦の三悪人 [4Kデジタル・リマスター版] | The Hidden Fortress [4K Digitally Remastered Version] | 黒澤明                   | 日本           | 1958        | 1958年12月28日に日本で劇場公開 | [ 上映 102 ] [ レポ 64 ] |
| ミツバチのささやき                        | The Spirit of the Beehive                             | ビクトル・エリセ         | スペイン       | 1973        | 1985年2月9日に日本で劇場公開   | [ 上映 103 ]             |
| フィツカラルド                            | Fitzcarraldo                                          | ヴェルナー・ヘルツォーク | ドイツ         | 1981 - 1982 | 1983年7月15日に日本で劇場公開  | [ 上映 104 ]             |

### Amazon Prime Video テイクワン賞
昨年にひきつづき、Amazon Prime Videoの賛同と協賛のもとに日本映画のさらなる才能の発掘を探るべく、長編映画の上映経験のない日本在住の映画監督の15分以下の短編作品を対象とした賞である。受賞者はPrime Videoからの賞金100万円に加え、Amazonスタジオとの長編映画製作の開発の機会を提供される。厳正な審査の結果選ばれたファイナリストの作品が映画祭で劇場上映され、行定勲監督をはじめとする審査員チームによる審査のもとに最優秀作品をクロージングセレモニーで発表するとともに、今年はファイナリスト作品をPrime VideoのSNSと連携し映画祭前に配信する試みが行われた。
協賛: Amazon Prime Video
| 上映題 | 英語題 | 監督                                                             | 製作国 | 備考 | 出典                     |
| --- | --- | ---------------------------------------------------------------- | ------ | ---- | ------------------------ |
| Amazon Prime Video テイクワン賞 - 『私に見えている世界』（12分） - 『冷蔵庫泥棒』（15分） - 『裸足』（15分） - 『ラの♯に恋をして』（15分） - 『うなぞこのいえ』（15分） - 『のどかな時間』（15分） - 『SPECIMENS』（9分） | Amazon Prime Video Take One Award - A world I See - The refrigerator thief - Barefoot - Falling in Love with A♯ - House on the Ocean Floor - Calm Time - Specimens | 愛純百葉 余園園 田之上裕美 廣田耕平 中嶋駿介 常石梨乃 若生ゆうひ | 日本   |      | [ 上映 105 ] [ レポ 65 ] |

### 屋外上映会2022
公開から1年も経てない新作を含む本のさまざまなジャンルの映画をラインナップし、日比谷ステップ広場の大型ビジョンで連日上映した。
共催: 東京都
協賛: 東京ミッドタウンマネジメント株式会社 / 一般社団法人日比谷エリアマネジメント
| 上映題 | 英語題 | 監督                         | 製作国         | 製作年         | 備考 | 出典                     |
| --- | --- | ---------------------------- | -------------- | -------------- | --- | ------------------------ |
| アメイジング・スパイダーマン2 | The Amazing Spider-Man 2 | マーク・ウェブ               | アメリカ合衆国 | 2014           | 2014年4月25日に日本で劇場公開 | [ 上映 106 ]             |
| ヴェノム:レット・ゼア・ビー・カーネイジ | Venom: Let There Be Carnage | アンディ・サーキス           | アメリカ合衆国 | 2021           | 2021年12月3日に日本で劇場公開 | [ 上映 107 ]             |
| ウルトラマントリガー エピソードZ | Ultraman Trigger: Episode Z | 武居正能                     | 日本           | 2022           | 2022年3月18日に日本で劇場公開 | [ 上映 108 ]             |
| エクスペンダブルズ | Expendables | シルベスター・スタローン     | アメリカ合衆国 | 2010           | 2010年10月16日に日本で劇場公開 | [ 上映 109 ]             |
| コーダ あいのうた | Coda | シアン・ヘダー               | アメリカ合衆国 | 2021           | 2022年1月21日に日本で劇場公開 | [ 上映 110 ]             |
| ジョン・ウィック:パラベラム | John Wick: Chapter 3 - Parabellum | チャド・スタエルスキ         | アメリカ合衆国 | 2019           | 2019年10月4日に日本で劇場公開 | [ 上映 111 ]             |
| ストーリー・オブ・マイライフ/わたしの若草物語 | Little Women | グレタ・ガーウィグ           | アメリカ合衆国 | 2019           | 2020年6月12日に日本で劇場公開 | [ 上映 112 ]             |
| スパイダーマン | Spider-Man | サム・ライミ                 | アメリカ合衆国 | 2002           | 2002年5月11日に日本で劇場公開 | [ 上映 113 ]             |
| スパイダーマン:ノー・ウェイ・ホーム | Spider-Man: No Way Home | ジョン・ワッツ               | アメリカ合衆国 | 2021           | 2022年1月7日に日本で劇場公開 | [ 上映 114 ]             |
| T2 トレインスポッティング | T2 Trainspotting | ダニー・ボイル               | イギリス       | 2017           | 2017年4月8日に日本で劇場公開 | [ 上映 115 ]             |
| 東京公園 | Tokyo Park | 青山真治                     | 日本           | 2011           | 2011年6月18日に日本で劇場公開 | [ 上映 116 ]             |
| ドラゴン・タトゥーの女 | The Girl with the Dragon Tattoo | デヴィッド・フィンチャー     | アメリカ合衆国 | 2011           | 2012年2月10日に日本で劇場公開 | [ 上映 117 ]             |
| マネーボール | Moneyball | ベネット・ミラー             | アメリカ合衆国 | 2011           | 2011年11月11日に日本で劇場公開 | [ 上映 118 ]             |
| 未知との遭遇 | Close Encounters of the Third Kind | スティーヴン・スピルバーグ   | アメリカ合衆国 | 1977           | 1978年2月25日に日本で劇場公開 10月31日にオリジナル劇場版、11月1日に特別編を上映                                                      | [ 上映 119 ]             |
| ワンス・アポン・ア・タイム・イン・ハリウッド | Once Upon a Time in... Hollywood | クエンティン・タランティーノ | アメリカ合衆国 | 2019           | 2019年8月31日に日本で劇場公開 | [ 上映 120 ]             |
| 映画『CHERRY AND VIRGIN』公開記念 川尻将由監督トーク『ある日本の絵描き少年』                                                                                      | A Japanese Boy Who Draws | 川尻将由                     | 日本           | 2018           | 2019年3月2日に日本で劇場公開 | [ 上映 121 ]             |
| E.T. トークイベント付き上映 | E.T. The Extra-Terrestrial | スティーヴン・スピルバーグ   | アメリカ合衆国 | 1982           | 1982年12月4日に日本で劇場公開 40周年記念上映 上映前に40周年記念映像、笠井信輔・山之内すずによるトークイベントを開催                  | [ 上映 122 ] [ レポ 66 ] |
| 忍風戦隊ハリケンジャー20周年特集 - 忍風戦隊ハリケンジャーVSガオレンジャー - 忍風戦隊ハリケンジャー シュシュッと THE MOVIE - 忍風戦隊ハリケンジャー 10 YEARS AFTER | Ninpu Sentai Hurricaneger 20th - Ninpu Sentai Hurricaneger vs. Gaoranger - Ninpu Sentai Hurricaneger: Shushuuto the Movie - Ninpu Sentai Hurricaneger: 10 YEARS AFTER | 竹本昇 渡辺勝也              | 日本           | 2003 2002 2013 | 2003年3月14日に日本でオリジナルビデオとしてリリース 2002年8月17日に日本で劇場公開 2013年8月9日に日本でオリジナルビデオとしてリリース | [ 上映 123 ]             |
| 爆竜戦隊アバレンジャー20周年特集 - 爆竜戦隊アバレンジャー DELUXE アバレサマーはキンキン中! - 爆竜戦隊アバレンジャーVSハリケンジャー                               | Bakuryuu Sentai Abaranger 20th - Bakuryuu Sentai Abaranger DELUXE: Abare Summer is Freezing Cold - Bakuryuu Sentai Abaranger vs. Dekaranger                           | 諸田敏 渡辺勝也              | 日本           | 2003 2004      | 2003年8月16日に日本で劇場公開 2004年3月12日に日本でオリジナルビデオとしてリリース                                                    | [ 上映 124 ]             |

### イベント

#### 国際交流基金×東京国際映画祭 co-present 交流ラウンジ
国際交流基金との共催プログラムの一環として、前回から名称を改め、是枝裕和監督を中心とする検討会議メンバーの企画のもと、東京に集う映画人が交流する場を用意し、彼らが語り合うトークセッション。
共催: 国際交流基金
「交流ラウンジ」検討会議メンバー
- 荒木啓子（ぴあフィルムフェスティバル ディレクター）
- 石坂健治（東京国際映画祭シニア・プログラマー/日本映画大学教授）
- 市山尚三（東京国際映画祭プログラミング・ディレクター）
- 是枝裕和（映画監督）
- 土田環（山形国際ドキュメンタリー映画祭プログラムコーディネーター/早稲田大学講師（専任））
- 福間美由紀（株式会社分福 プロデューサー）

| イベント題                              | 英語題                             | 登壇者                                                  | 備考                              | 出典                     |
| --------------------------------------- | ---------------------------------- | ------------------------------------------------------- | --------------------------------- | ------------------------ |
| ブイ・タック・チュエン × 藤元明緒       | Bùi Thạc Chuyên and Fujimoto Akio  | ブイ・タック・チュエン 藤元明緒 (モデレーター) 石坂健治 | YouTube公式チャンネルにて無料公開 | [ 上映 125 ] [ レポ 67 ] |
| ミルチョ・マンチェフスキ マスタークラス | Milcho Manchevski - Master Class   | ミルチョ・マンチェフスキ (モデレーター) 市山尚三        | YouTube公式チャンネルにて無料公開 | [ 上映 126 ] [ レポ 68 ] |
| ツァイ・ミンリャン × 深田晃司           | Tsai Ming-liang and Fukada Koji    | ツァイ・ミンリャン 深田晃司 (モデレーター) 石坂健治     | YouTube公式チャンネルにて無料公開 | [ 上映 127 ] [ レポ 69 ] |
| 橋本愛 × 是枝裕和                       | HASHIMOTO Ai and KORE-EDA Hirokazu | 橋本愛 是枝裕和                                         | YouTube公式チャンネルにて無料公開 | [ 上映 128 ] [ レポ 70 ] |
| ジュリー・テイモア × 行定勲             | Julie Taymor and YUKISADA Isao     | ジュリー・テイモア 行定勲 (モデレーター) 市山尚三       | YouTube公式チャンネルにて無料公開 | [ 上映 129 ] [ レポ 71 ] |

#### TIFFスペシャルトークセッション
映画祭開催期間中には様々なトークイベントも行われ、芸術文化を通じて福島県浜通り地域に新たな魅力を創出する経済産業省の取り組み「福島浜通り映像・芸術文化プロジェクト」が目指す、福島発信の映画制作についてのトークセッション、ケリングが2015年よりカンヌ国際映画祭の公式プログラムとしてスタートした「ウーマン・イン・モーション」のトークイベントを是枝裕和監督と女優の松岡茉優を迎え、変化しつつある世界や日本の映画界などについて語り合うイベント、三菱地所株式会社の主催のもと、川村元気が種田陽平、石川慶と映画美術と街づくりをテーマにそれぞれスクリーンの中に街をつくること、映画の中の風景を描くことなどを語り合うトークと日本映画は日本人にしか愛されないのか?をテーマに日本映画がより多くの国々で観られるために語り合うトークイベント、大和ハウス工業のテレビCM「ダイワマン SEASON 2」に出演する西島秀俊と津田寛治、クリエーティブディレクターの多田琢による「映像の魅力とはなにか‼」をテーマに繰り広げられるトークイベント、山本晃久を迎えて、これまでの仕事について、また、これから期待されるプロデューサー像などについて伺うイベント、東京国際映画祭公式出品作品の監督・プロデューサーが世界から集い共同製作の動向について語り合うイベント、日本映画監督協会と提携し、映画業界の改善するべき問題を語り、持続可能な若手映画人の参入に向けて、問題の共有と更なる連帯を呼びかけるシンポジウム、「忍風戦隊ハリケンジャー」と「爆竜戦隊アバレンジャー」の出演者を迎えたスーパー戦隊のスペシャルトークショー、笠井信輔が新作映画の予告編を見て、その面白さ、完成度、期待値を採点するトークショーが行われた。
| イベント題                                                        | 英語題                                                                                      | 登壇者 | 備考                                                                                                   | 出典                     |
| ----------------------------------------------------------------- | ------------------------------------------------------------------------------------------- | --- | --- | ------------------------ |
| 福島浜通りでの映画づくり①「福島浜通り地域に創造が広がるために」   | Film making in Fukushima Hamadoori 1 "To spread creativity in the Fukushima Hamadoori area" | 本広克行 丸山靖博（株式会社ROBOT執行役員、コンテンツ部本部長、プロデューサー） 志尾睦子（高崎映画祭プロデューサー） 東あすか（なみえコミュニティシネマ実行委員会委員長） 谷賢一 森谷雄 | 主催:経済産業省、内閣府 福島浜通り映像・芸術文化若手チーム                                             | [ 上映 130 ]             |
| 福島浜通りでの映画づくり②「福島浜通り地域で映画が生まれるとき」   | Film making in Fukushima Hamadoori 2 "When a movie is born in the Fukushima"                | 犬童一心 今泉力哉 東盛あいか（映画監督） 荒木啓子（ぴあフィルムフェスティバル総合 ディレクター） | 主催:経済産業省、内閣府 福島浜通り映像・芸術文化若手チーム ②と③は同一イベントとして開催                | [ 上映 131 ]             |
| 福島浜通りでの映画づくり③「浜通り地域に文化を誘致するということ」 | Film making in Fukushima Hamadoori 3 "To attract cultures into Fukushima Hamadoori area"    | 犬童一心 田中まこ 馬場立治（アートディレクター・浪江町在住） 小波津龍平（デザイナー・南相馬市在住） | 主催:経済産業省、内閣府 福島浜通り映像・芸術文化若手チーム ②と③は同一イベントとして開催                | [ 上映 131 ]             |
| ケリング「ウーマン・イン・モーション」                            | Women In Motion                                                                             | 是枝裕和 松岡茉優 | 主催:株式会社ケリング ジャパン                                                                         | [ 上映 132 ] [ レポ 72 ] |
| 「街と映画」TIFF×STORY STUDY                                      | "City and Film" TIFF × STORY STUDY                                                          | 種田陽平 川村元気 | 主催:三菱地所株式会社/STORY Inc.                                                                       | [ 上映 133 ]             |
| 『ある男』×『百花』日本映画、その海外での可能性                   | Possibility of Japanese Films Abroad                                                        | 石川慶 川村元気 | 主催:三菱地所株式会社                                                                                  | [ 上映 134 ] [ レポ 73 ] |
| 西島秀俊×津田寛治×多田琢～映像の魅力について語る                  | People involved with Daiwa House’s Commercials Talk about the Appeal of Film and Video      | 西島秀俊 津田寛治 多田琢（CMプランナー） | 協賛：大和ハウス工業株式会社                                                                           | [ 上映 135 ]             |
| 特別セッション 〜映画プロデューサーの仕事とは〜 山本晃久          | Special Session by YAMAMOTO Teruhisa - What Does a Film Producer Do?                        | 山本晃久 (モデレーター) 市山尚三 | 「交流ラウンジ」特別セッションとして開催                                                               | [ 上映 136 ] [ レポ 74 ] |
| 国際共同製作フィルムメーカーズカンファレンス                      | International Coproduction Film Makers Conference in TIFF                                   | エリック・ニアリ（『山女』プロデューサー） 半野善弘（『彼方の閃光』監督） リウ・フイ（『へその緒』プロデューサー） | 主催:経済産業省 運営:ユニジャパン                                                                      | [ 上映 137 ]             |
| 監督協会シンポジウム「持続可能な若手映画人の参入へ向けての提言」  | Directors Guild of Japan Symposium                                                          | 本木克英（日本映画監督協会理事長） 諏訪敦彦（Action 4 cinema 共同代表） 内山拓也（Action 4 cinema） 浜田毅（日本撮影監督協会） SAORI（映画業界で働く女性を守る会） 林美千代（ブランドプロミス合同会社代表取締役） 市山尚三（東京国際映画祭プログラミング・ディレクター） パク・キヨン（KOFIC 委員長） 松島哲也（司会/日本映画監督協会専務理事） | 東京国際映画祭・日本映画監督協会 提携企画                                                              | [ 上映 138 ] [ レポ 75 ] |
| 忍風戦隊ハリケンジャー20周年特集                                  | Ninpu Sentai Hurricaneger 20th                                                              | 塩谷瞬 長澤奈央 山本康平 姜暢雄 | 協賛:三菱地所株式会社 協力:東映ビデオ株式会社 「スーパー戦隊スペシャルトークショー in TIFF」として開催 | [ 上映 139 ] [ レポ 76 ] |
| 爆竜戦隊アバレンジャー20周年特集                                  | Bakuryuu Sentai Abaranger 20th                                                              | 西興一朗 冨田翔 阿部薫 田中幸太朗 西島未智 | 協賛:三菱地所株式会社 協力:東映ビデオ株式会社 「スーパー戦隊スペシャルトークショー in TIFF」として開催 | [ 上映 140 ] [ レポ 77 ] |
| 笠井信輔シネマトークショー                                        | Kasai Shinsuke's Cinema Talk Show                                                           | 笠井信輔 | | [ 上映 141 ]             |

## 審査員
コンペティション
- ジュリー・テイモア ( アメリカ合衆国/演劇・オペラ演出家・映画監督) 審査員長
- シム・ウンギョン ( 韓国/俳優)
- ジョアン・ペドロ・ロドリゲス ( ポーランド/映画監督)
- 柳島克己 ( 日本/撮影監督)
- マリークリスティーヌ・ドゥ・ナヴァセル ( フランス/元アンスティチュ・フランセ館長)

アジアの未来
- 斉藤綾子 ( 日本/明治学院大学文学部芸術学科教授・日本映像学会会長)
- ソーロス・スクム（英語版） ( タイ/プロデューサー)
- 西澤彰弘 ( 日本/東京テアトル株式会社 編成部長)

Amazon Prime Videoテイクワン賞
- 行定勲 ( 日本/映画監督) 審査員長
- 部谷京子 ( 日本/美術監督)
- 半野喜弘 ( 日本/音楽家・映画監督)
- 早川敬之 ( 日本/プライム・ビデオ オリジナルコンテンツ製作責任者)
- 瀧内公美 ( 日本/俳優)

## プログラミング・ディレクター ・作品選定コミッティメンバー
- プログラミング・ディレクター[31]
  - プログラミング・ディレクター: 市山尚三
  - シニア・プログラマー: 石坂健治
  - 「ジャパニーズ・アニメーション」部門 プログラミング・アドバイザー: 藤津亮太
- 第35回東京国際映画祭 作品選定コミッティメンバー[31]
  - 安藤紘平 (早稲田大学名誉教授)
  - 金原由佳 (映画ジャーナリスト)
  - 関口裕子 (映画ジャーナリスト)
- その他
  - チェアマン: 安藤裕康[63]
  - フェスティバル・アンバサダー: 橋本愛[22]

## 受賞結果
11月2日に東京国際フォーラムで行われたクロージングセレモニーにて各賞が発表された。
コンペティション
- 東京グランプリ/東京都知事賞 – 『ザ・ビースト』 - ロドリゴ・ソロゴイェン
- 審査委員特別賞 – 『第三次世界大戦（英語版）』 - ホウマン・セイエディ（英語版）
- 最優秀監督賞 – ロドリゴ・ソロゴイェン - 『ザ・ビースト』
- 最優秀女優賞 – アリン・クーペンヘイム（英語版） - 『1976』
- 最優秀男優賞 – ドゥニ・メノーシェ - 『ザ・ビースト』
- 最優秀芸術貢献賞 – 『孔雀の嘆き』 - サンジーワ・プシュパクマーラ（英語版）
- 観客賞 – 『窓辺にて』 - 今泉力哉

アジアの未来
- アジアの未来 作品賞 – 『蝶の命は一日限り』 - モハッマドレザ・ワタンデュースト

Amazon Prime Video テイクワン賞
- Amazon Prime Video テイクワン賞 – 該当なし[注釈 5]

その他
- 特別功労賞[11] – 野上照代 ( 日本/製作)
- 黒澤明賞[9][10] – アレハンドロ・ゴンサレス・イニャリトゥ ( メキシコ/映画監督)、深田晃司 ( 日本/映画監督)